# Zemská silnice B56
Zemská silnice Geschriebenstein Straße B56 prochází v Rakousku jižní části spolkové země Burgenland podél státní hranice s Maďarskem. Začíná v údolí řeky Güns u obce Lockenhaus, prochází přírodním parkem Naturpark Geschriebenstein-Írottkő, který se rozkládá v pohoří Günserské hory. Silnice je pojmenována podle hory Geschriebenstein (884 m n. m.), v jejíž blízkosti prochází. Z hor kledá do údolí řeky Pinka a končí v údolí řeky Strem u města Güssing.
Celková délka silnice je zhruba 65 km.

## Popis
| km   | Místo                  | Popis                                      | m n. m. |
| ---- | ---------------------- | ------------------------------------------ | ------- |
| 0    | Lockenhaus             | Začíná výjezdem na jih ze silnice B55      | 325     |
| 0,1  |                        | most přes řeku Güns                        | 323     |
| 1,0  | Lockenhaus             | konec města – vjezd do lesa                | 380     |
| 2,8  | Margarethenwarte       | rozhledna                                  | 508     |
| 9,9  | Památník               | památník obětem války                      | 805     |
| 11,7 | Hirschenstein          | odbočka k léčebnému sanatoriu              | 700     |
| 17,5 | Rechnitz               | průjezd městem                             | 340     |
| 20,1 |                        | úrovňový železniční přejezd Pinkatalbahn   | 299     |
| 21   |                        | mimoúrovňová křižovatka se silnicí B63     | 288     |
| 22,8 | Schachendorf           | průjezd obcí                               | 275     |
| 23,1 | Schachendorf           | úrovňový železniční přejezd Pinkatalbahn   | 280     |
| 25,9 | Schandorf              | průjezd obcí                               | 254     |
| 28,5 |                        | úrovňový železniční přejezd Pinkatalbahn   | 247     |
| 29,8 | Burg                   | most přes řeku Pinka                       | 245     |
| 34,8 | Eisenberg an der Pinka | průjezd obcí                               | 250     |
| 39,6 | Deutsch Schützen       | průjezd obcí                               | 225     |
| 47,6 | Eberau                 | průjezd obcí                               | 215     |
| 51   |                        | most přes řeku Pinka                       | 205     |
| 53   | Moschendorf            | průjezd obcí                               | 206     |
| 55   |                        | most přes řeku Pinka                       | 203     |
| 59   | Strem                  | silnice při jižním okraji obce             | 205     |
| 66   | Güssing                | B56 končí nájezdem na Güssinger Straße B57 | 216     |

Poznámka: v tabulce uvedené kilometry a nadmořské výšky jsou přibližné.